# 제8회 전국동시지방선거 국민의힘 후보 경선
제8회 전국동시지방선거 국민의힘 후보 경선은 제8회 전국동시지방선거에서 국민의힘 후보들의 출마를 위해 공천·경선을 진행한 절차를 말한다. 페널티 제도가 도입됨에 따라 광역자치단체장 공천·경선에 출마하는 경우에는 현역 의원이나 현역 자치단체장은 5% 감점, 선거일을 기점으로 최근 5년간 무소속 탈당 경력이 있는 출마자는 10% 감점된다. 또한 동일 지역구에서 3번 이상 낙선한 예비후보자는 공천·경선에서 배제된다.

## 광역자치단체장
| 광역자치단체장     | 후보자 | 선출 방식 |
| ------------------ | ------ | --------- |
| 서울특별시장       | 오세훈 | 단수 공천 |
| 부산광역시장       | 박형준 | 단수 공천 |
| 대구광역시장       | 홍준표 | 경선      |
| 인천광역시장       | 유정복 | 경선      |
| 광주광역시장       | 주기환 | 전략 공천 |
| 대전광역시장       | 이장우 | 경선      |
| 울산광역시장       | 김두겸 | 경선      |
| 세종특별자치시장   | 최민호 | 경선      |
| 경기도지사         | 김은혜 | 경선      |
| 강원도지사         | 김진태 | 경선      |
| 충청북도지사       | 김영환 | 경선      |
| 충청남도지사       | 김태흠 | 경선      |
| 전라북도지사       | 조배숙 | 전략 공천 |
| 전라남도지사       | 이정현 | 단수 공천 |
| 경상북도지사       | 이철우 | 단수 공천 |
| 경상남도지사       | 박완수 | 경선      |
| 제주특별자치도지사 | 허향진 | 경선      |

### 서울특별시장
| |
| 제33·34·38대 서울특별시장 공생연구소 소장 경제협력개발기구 장관회의 명예준비위원장 제16대 국회의원 |

### 부산광역시장
|                                                                                     |
| 제38대 부산광역시장 제29대 국회사무총장 이명박 정부 청와대 정무수석 제17대 국회의원 |

### 대구광역시장
| | |                                                                   |
| 자유한국당 당대표 제35·36대 경상남도지사 한나라당 대표최고위원 제15·16·17·18·21대 국회의원 제19대 대통령선거 자유한국당 후보 | 국민의힘 최고위원 제20대 국회 후반기 에너지특별위원회 위원장 박근혜 정부 청와대 정무수석 제17·19·20대 국회의원 | 박근혜-최순실 게이트 박근혜 대통령 변호사 국가인권위원회 상임위원 |

| 순위 | 이름   | 득표율 |
| ---- | ------ | ------ |
| 1    | 홍준표 | 49.46% |
| 2    | 김재원 | 26.43% |
| 3    | 유영하 | 18.62% |
| 합계 |        |        |

### 인천광역시장
|                                                                                |                                              |                                                                |
| 제14대 인천광역시장 제1대 안전행정부 장관 제17·18·19대 국회의원 제2대 김포시장 | 제11·12대 인천광역시장 제15·19·20대 국회의원 | 제9대 대한카누연맹 회장 제18·19·20대 국회의원 제8·9대 서구청장 |

| 순위 | 이름   | 득표율 |
| ---- | ------ | ------ |
| 1    | 유정복 | 50.32% |
| 2    | 안상수 | 26.99% |
| 3    | 이학재 | 22.68% |
| 합계 |        |        |

### 광주광역시장
|                                                                                       |
| 윤석열 정부 대통령직인수위원회 정무사법행정분과 전무·실무위원 광주지방검찰청 수사과장 |

### 대전광역시장
|                                    |                                                                  |                                                                                  |
| 제19·20대 국회의원 제16대 동구청장 | 제19·20대 국회의원 제9·10대 대덕구청장 서울도시개발공사 사외이사 | 대전광역시 정책자문단 단장 대한적십자사 대전세종지사 회장 제17대 충청대학교 총장 |

| 순위 | 이름   | 득표율 |
| ---- | ------ | ------ |
| 1    | 이장우 | 46.58% |
| 2    | 정용기 | 32.40% |
| 3    | 정상철 | 23.12% |
| 합계 |        |        |

### 울산광역시장
|                                                                                           | |                                                                 |
| 제3·4대 남구청장 제2대 울산시의회 의원 제3대 남구의회 전반기 의장 제1·2·3대 남구의회 의원 | 지식재산단체총연합회 공동회장 한국조정협회 회장 대한불교SNS전법단 총재 제16·17·18·19·20대 국회의원 국민의힘 상임고문 | 제21대 국회의원 제42대 경찰대학 학장 제20대 울산지방경찰청 청장 |

| 순위 | 이름   | 득표율 |
| ---- | ------ | ------ |
| 1    | 김두겸 | 38.06% |
| 2    | 정갑윤 | 33.32% |
| 3    | 서범수 | 27.19% |
| 합계 |        |        |

### 세종특별자치시장
|                            |                                                                     |
| 국민의힘 정책위원회 부의장 | 세종특별자치시 투자유치자문관 헌법재판소 헌법연구원 한남대학교 교수 |

| 순위 | 이름   | 득표율 |
| ---- | ------ | ------ |
| 1    | 최민호 | 67.50% |
| 2    | 성선제 | 32.50% |
| 합계 |        |        |

### 경기도지사
|                                                                                       | |
| 제21대 국회의원 매일방송 특임이사 KT 콘텐츠전략실 전무 이명박 정부 대통령실 제2대변인 | 제19대 대통령 선거 바른정당 후보 새누리당 원내대표 한나라당 제5대 여의도연구원 원장 제17·18·19·20대 국회의원 |

| 순위 | 이름   | 득표율 |
| ---- | ------ | ------ |
| 1    | 김은혜 | 52.67% |
| 2    | 유승민 | 44.56% |
| 합계 |        |        |

### 강원도지사
| |                                                                               |
| 정치문화연구소 이사장 한반도인권과통일을위한변호사모임 고문 제19·20대 국회의원 서울중앙지방검찰청 부장검사 | 명재포럼 의장 더존B&F 대표이사 사장 (주)더존테크빈 대표이사 한국방송공사 기자 |

| 순위 | 이름   | 득표율 |
| ---- | ------ | ------ |
| 1    | 김진태 | 58.29% |
| 2    | 황상무 | 45.88% |
| 합계 |        |        |

### 충청북도지사
|                                                                              |                                                                                                 |                                                                                        |
| 국민의힘 최고의원 제18대 국회 지식경제위원회 위원장 제15·16·18·19대 국회의원 | 제7회 전국동시지방선거 충청북도지사 후보 안전행정부 제1차관 충청북도 행정부지사 제30대 단양군수 | 국회 보건복지위원회 위원장 열린우리당 육아지원정책지원단 단장 제17·18·19·20대 국회의원 |

| 순위 | 이름   | 득표율 |
| ---- | ------ | ------ |
| 1    | 김영환 | 46.64% |
| 2    | 박경국 | 30.64% |
| 3    | 오제세 | 22.72% |
| 합계 |        |        |

### 충청남도지사
| |                                                                                            |                                 |
| 새누리당 여의도연구소 부소장 제19·20·21대 국회의원 충청남도 정무부지사 김대중 정부 국무총리실 총무담당 비서관 | 제20대 국회의원 행정안전부 제1차관 행정자치부 국가기록원장 김대중 정부 대통령비서실 행정관 | 제19대 국회의원 제40대 군산군수 |

| 순위 | 이름   | 득표율 |
| ---- | ------ | ------ |
| 1    | 김태흠 | 50.79% |
| 2    | 박찬우 | 26.51% |
| 3    | 김동완 | 20.03% |
| 합계 |        |        |

### 전라북도지사
|                                                                                |
| 삼성생명 사외이사 민주평화당 당대표 제16·17·18·20대 국회의원 여성변호사회 회장 |

### 전라남도지사
| |
| 새누리당 당대표 제18·19·20대 국회의원 박근혜 정부 대통령비서실 청와대 정무수석 전라남도지사 비서실장 |

### 경상북도지사
|                                                                               |
| 제32대 경상북도지사 제18·19·20대 국회의원 경상북도 정무부지사 국가정보원 국장 |

### 경상남도지사
|                                                                                     |                                                                                         |
| 제20·21대 국회의원 제19·20·21대 창원시장 가야대학교 행정대학원 원장 제33대 합천군수 | 경상남도 정무부지사 제16·17·18·19·20대 국회의원 부산지방법원 부장판사 대법원 재판연구관 |

| 순위 | 이름   | 득표율 |
| ---- | ------ | ------ |
| 1    | 박완수 | 55.0%  |
| 2    | 이주영 | 42.11% |
| 합계 |        |        |

### 제주특별자치도지사
|                          |                                                                                                   |                       |
| 국민의힘 제주도당 위원장 | 국민의당 제주도당 위원장 제주특별자치도청 기획관리실 정책기획관 제주경제정의실천시민연합 사무국장 | 한국자산관리공사 사장 |

| 순위 | 이름   | 득표율 |
| ---- | ------ | ------ |
| 1    | 허향진 | 40.61% |
| 2    | 장성철 | 37.22% |
| 3    | 문성유 | 28.45% |
| 합계 |        |        |

## 기초자치단체장

### 서울특별시
| 기초자치단체장 | 후보자 | 선출 방식 |
| -------------- | ------ | --------- |
| 종로구청장     | 정문헌 | 경선      |
| 중구청장       | 김길성 | 경선      |
| 용산구청장     | 박희영 | 경선      |
| 성동구청장     | 강맹훈 | 경선      |
| 광진구청장     | 김경호 | 경선      |
| 동대문구청장   | 이필형 | 경선      |
| 중랑구청장     | 나진구 | 경선      |
| 성북구청장     | 정태근 | 경선      |
| 강북구청장     | 이성희 | 경선      |
| 도봉구청장     | 오언석 | 경선      |
| 노원구청장     | 임재혁 | 경선      |
| 은평구청장     | 홍인정 | 경선      |
| 서대문구청장   | 이성헌 | 경선      |
| 마포구청장     | 김진천 | 경선      |
| 양천구청장     | 이기재 | 경선      |
| 강서구청장     | 김태우 | 경선      |
| 구로구청장     | 문헌일 | 단수 공천 |
| 금천구청장     | 오봉수 | 경선      |
| 영등포구청장   | 최호권 | 경선      |
| 동작구청장     | 박일하 | 경선      |
| 관악구청장     | 이행자 | 경선      |
| 서초구청장     | 전성수 | 경선      |
| 강남구청장     | 조성명 | 경선      |
| 송파구청장     | 서강석 | 경선      |
| 강동구청장     | 이수희 | 경선      |

### 부산광역시
| 기초자치단체장 | 후보자 | 선출 방식 |
| -------------- | ------ | --------- |
| 중구청장       | 최진봉 | 경선      |
| 서구청장       | 공한수 | 경선      |
| 동구청장       | 김진홍 | 경선      |
| 영도구청장     | 김기재 | 경선      |
| 부산진구청장   | 김영욱 | 경선      |
| 동래구청장     | 장준용 | 단수 공천 |
| 남구청장       | 오은택 | 경선      |
| 북구청장       | 오태원 | 경선      |
| 해운대구청장   | 김성수 | 경선      |
| 사하구청장     | 이갑준 | 경선      |
| 금정구청장     | 김재윤 | 경선      |
| 강서구청장     | 김형찬 | 단수 공천 |
| 연제구청장     | 주석수 | 단수 공천 |
| 수영구청장     | 강성태 | 단수 공천 |
| 사상구청장     | 조병길 | 단수 공천 |
| 기장군수       | 정종복 | 경선      |

### 대구광역시
| 기초자치단체장 | 후보자 | 선출 방식 |
| -------------- | ------ | --------- |
| 중구청장       | 류규하 | 경선      |
| 동구청장       | 윤석준 | 경선      |
| 서구청장       | 류한국 | 경선      |
| 남구청장       | 조재구 | 경선      |
| 북구청장       | 배광식 | 경선      |
| 수성구청장     | 김대권 | 단수 공천 |
| 달서구청장     | 이태훈 | 경선      |
| 달성군수       | 최재훈 | 경선      |

### 인천광역시
| 기초자치단체장 | 후보자                                          | 선출 방식                                       |
| -------------- | ----------------------------------------------- | ----------------------------------------------- |
| 중구청장       | 김정헌                                          | 경선                                            |
| 동구청장       | 김찬진                                          | 경선                                            |
| 미추홀구청장   | 이영훈                                          | 경선                                            |
| 연수구청장     | 이재호                                          | 경선                                            |
| 남동구청장     | 박종효                                          | 경선                                            |
| 부평구청장     | 유제홍                                          | 경선                                            |
| 계양구청장     | 이병택                                          | 경선                                            |
| 서구청장       | 강범석                                          | 경선                                            |
| 강화군수       | 인천지방법원의 가처분 판결로 무공천 처리되었다. | 인천지방법원의 가처분 판결로 무공천 처리되었다. |
| 옹진군수       | 문경복                                          | 경선                                            |

### 광주광역시
| 기초자치단체장 | 후보자 | 선출 방식 |
| -------------- | ------ | --------- |
| 동구청장       | 양혜령 | 단수 공천 |
| 북구청장       | 강백룡 | 단수 공천 |

### 대전광역시
| 기초자치단체장 | 후보자 | 선출 방식 |
| -------------- | ------ | --------- |
| 동구청장       | 박희조 | 경선      |
| 중구청장       | 김광신 | 경선      |
| 서구청장       | 서철모 | 경선      |
| 유성구청장     | 진동규 | 경선      |
| 대덕구청장     | 최충규 | 경선      |

### 울산광역시
| 기초자치단체장 | 후보자 | 선출 방식 |
| -------------- | ------ | --------- |
| 중구청장       | 김영길 | 경선      |
| 남구청장       | 서동욱 | 단수 공천 |
| 동구청장       | 천기옥 | 경선      |
| 북구청장       | 박천동 | 경선      |
| 울주군수       | 이순걸 | 경선      |

### 경기도
| 기초자치단체장 | 후보자 | 선출 방식 |
| -------------- | ------ | --------- |
| 수원시장       | 김용남 | 경선      |
| 성남시장       | 신상진 | 경선      |
| 의정부시장     | 김동근 | 경선      |
| 안양시장       | 김필여 | 경선      |
| 부천시장       | 서영석 | 경선      |
| 광명시장       | 김기남 | 경선      |
| 평택시장       | 최호   | 경선      |
| 동두천시장     | 박형덕 | 경선      |
| 안산시장       | 이민근 | 경선      |
| 고양시장       | 이동환 | 경선      |
| 과천시장       | 신계용 | 경선      |
| 구리시장       | 백경현 | 경선      |
| 남양주시장     | 주광덕 | 경선      |
| 오산시장       | 이권재 | 경선      |
| 시흥시장       | 장재철 | 경선      |
| 군포시장       | 하은호 | 경선      |
| 의왕시장       | 김성제 | 경선      |
| 하남시장       | 이현재 | 경선      |
| 용인시장       | 이상일 | 경선      |
| 파주시장       | 조병국 | 경선      |
| 이천시장       | 김경희 | 경선      |
| 안성시장       | 이영찬 | 경선      |
| 김포시장       | 김병수 | 경선      |
| 화성시장       | 구혁모 | 경선      |
| 광주시장       | 방세환 | 경선      |
| 양주시장       | 강수현 | 경선      |
| 포천시장       | 백영현 | 경선      |
| 여주시장       | 이충우 | 경선      |
| 연천군수       | 김덕현 | 경선      |
| 가평군수       | 서태원 | 경선      |
| 양평군수       | 전진선 | 경선      |

### 강원도
| 기초자치단체장 | 후보자 | 선출 방식 |
| -------------- | ------ | --------- |
| 춘천시장       | 최성현 | 경선      |
| 원주시장       | 원강수 | 경선      |
| 강릉시장       | 김홍규 | 경선      |
| 동해시장       | 심규언 | 단수 공천 |
| 태백시장       | 이상호 | 경선      |
| 속초시장       | 이병선 | 경선      |
| 삼척시장       | 박상수 | 경선      |
| 홍천군수       | 신영재 | 경선      |
| 횡성군수       | 김명기 | 단수 공천 |
| 영월군수       | 최명서 | 경선      |
| 평창군수       | 심재국 | 경선      |
| 정선군수       | 홍천식 | 경선      |
| 철원군수       | 이현종 | 경선      |
| 화천군수       | 최문순 | 단수 공천 |
| 양구군수       | 서흥원 | 경선      |
| 인제군수       | 이순선 | 경선      |
| 고성군수       | 홍남기 | 경선      |
| 양양군수       | 김진하 | 단수 공천 |

### 충청북도
| 기초자치단체장 | 후보자 | 선출 방식 |
| -------------- | ------ | --------- |
| 청주시장       | 이범석 | 경선      |
| 충주시장       | 조길형 | 단수 공천 |
| 제천시장       | 김창규 | 경선      |
| 보은군수       | 최재형 | 경선      |
| 옥천군수       | 김승룡 | 단수 공천 |
| 영동군수       | 정영철 | 단수 공천 |
| 증평군수       | 송기윤 | 경선      |
| 진천군수       | 김경회 | 단수 공천 |
| 괴산군수       | 송인헌 | 경선      |
| 음성군수       | 구자평 |           |
| 단양군수       | 김문근 |           |

### 충청남도
| 기초자치단체장 | 후보자 | 선출 방식 |
| -------------- | ------ | --------- |
| 천안시장       | 박상돈 | 경선      |
| 아산시장       | 박경귀 | 경선      |
| 계룡시장       | 이응우 | 경선      |
| 공주시장       | 최원철 | 경선      |
| 논산시장       | 백성현 | 경선      |
| 당진시장       | 오성환 | 경선      |
| 보령시장       | 김동일 | 경선      |
| 서산시장       | 이완섭 | 경선      |
| 금산군수       | 박범인 | 경선      |
| 부여군수       | 이용우 | 경선      |
| 서천군수       | 김기웅 | 경선      |
| 예산군수       | 최재구 | 경선      |
| 청양군수       | 유흥수 | 경선      |
| 태안군수       | 김세호 | 경선      |
| 홍성군수       | 이용록 | 경선      |

### 전라북도
| 기초자치단체장 | 후보자 | 선출 방식 |
| -------------- | ------ | --------- |
| 전주시장       | 김경민 | 단수 공천 |
| 군산시장       | 이근열 | 단수 공천 |
| 임실군수       | 박정근 | 단수 공천 |
| 부안군수       | 김성태 | 단수 공천 |

### 경상북도
| 기초자치단체장 | 후보자 | 선출 방식 |
| -------------- | ------ | --------- |
| 포항시장       | 이강덕 | 경선      |
| 경주시장       | 주낙영 | 경선      |
| 김천시장       | 김충섭 | 경선      |
| 안동시장       | 권기창 | 경선      |
| 구미시장       | 김장호 | 경선      |
| 영주시장       | 박남서 | 경선      |
| 영천시장       | 박영환 | 경선      |
| 상주시장       | 강영석 | 경선      |
| 문경시장       | 신현국 | 경선      |
| 경산시장       | 조현일 | 경선      |
| 고령군수       | 이남철 | 경선      |
| 군위군수       | 김진열 | 경선      |
| 봉화군수       | 박현국 | 경선      |
| 성주군수       | 이병환 | 경선      |
| 영덕군수       | 김광열 | 경선      |
| 영양군수       | 오도창 | 경선      |
| 예천군수       | 김학동 | 경선      |
| 의성군수       | 이영훈 | 경선      |
| 청도군수       | 김하수 | 경선      |
| 청송군수       | 윤경희 | 경선      |
| 칠곡군수       | 김재욱 | 경선      |
| 울진군수       | 손병복 | 경선      |
| 울릉군수       | 정성환 | 경선      |

### 경상남도
| 기초자치단체장 | 후보자 | 선출 방식 |
| -------------- | ------ | --------- |
| 창원시장       | 홍남표 | 경선      |
| 김해시장       | 홍태용 | 경선      |
| 양산시장       | 나동연 | 경선      |
| 진주시장       | 조규일 | 경선      |
| 거제시장       | 박종우 | 경선      |
| 통영시장       | 천영기 | 경선      |
| 사천시장       | 박동식 | 경선      |
| 밀양시장       | 박일호 | 경선      |
| 함안군수       | 조근제 | 경선      |
| 거창군수       | 구인모 | 경선      |
| 창녕군수       | 김부영 | 경선      |
| 고성군수       | 이상근 | 경선      |
| 하동군수       | 이정훈 | 경선      |
| 합천군수       | 김윤철 | 경선      |
| 남해군수       | 박영일 | 경선      |
| 함양군수       | 서춘수 | 경선      |
| 산청군수       | 이승화 | 경선      |
| 의령군수       | 오태완 | 경선      |

## 같이 보기
- 제8회 전국동시지방선거